# Igreja da Visitação
A Igreja da Visitação (antiga Igreja da Abadia de São João na Floresta) é uma igreja católica em Ein Kerem, Jerusalém, e homenageia a visita da Virgem Maria, a mãe de Jesus, a Isabel, a mãe de João Batista. Este é o local onde a tradição nos conta que Maria recitou seu cântico de louvor, o Magnificat, um dos mais antigos hinos marianos.

## Tradição
Uma tradição atribui a construção da primeira igreja de Ein Kerem à Imperatriz Helena de Constantinopla, mãe de Constantino I, que identificou o local como a casa do pai de João, Zacarias, e o lugar onde Isabel e seu filho se esconderam dos soldados de Herodes.

## Arqueologia
Bellarmino Bagatti escavou o local em 1938.

### Período bizantino
Os arqueólogos encontraram uma cisterna bizantina no pátio e, mais significativamente, os restos de uma capela bizantina sobre a qual as igrejas posteriores foram erguidas. 

### Período das cruzadas
Da conquista cruzada da Terra Santa em diante, três locais diferentes em Ein Kerem se conectaram com a vida de São João Batista e se tornaram pontos de interesse para os peregrinos: uma caverna dentro da vila, um local em uma colina ao sul dela, e principal fonte de água da aldeia. Os eventos relacionados aos locais são o encontro entre Maria e sua prima Isabel, a casa de Zacarias e Isabel, o nascimento de João e o esconderijo de Isabel e João. Os Cruzados ergueram duas igrejas principais em Ein Kerem, as precursoras do que hoje são a Igreja de São João Batista e a Igreja da Visitação. Após a partida dos Cruzados, as diferentes tradições mudaram para frente e para trás entre os dois locais. 
No local da Igreja da Visitação, os Cruzados ergueram uma igreja de dois andares dedicada ao encontro entre Isabel e Maria sobre as antigas ruínas que encontraram aqui.

### Período aiúbida e mameluco
Quando os Cruzados foram expulsos da Terra Santa, a igreja gradualmente se deteriorou. No século XIV esteve por algum tempo sob os cuidados de monges armênios, mas em 1480 Félix Fabri relata: "Nesta capela há altares quebrados e abóbadas em ruínas; nas paredes há pinturas antigas, tanto na parte superior como na inferior arbustos de construção e gramíneas crescem nas abóbadas. . . . Antigamente, havia aqui uma bela e imponente igreja, e monges moravam em celas ao lado dela; mas agora, infelizmente! tornou-se a casa em ruínas de um dos mais miseráveis sarracenos."

### Período otomano
A Custódia Franciscana da Terra Santa comprou de uma família árabe em 1679 o terreno com as ruínas do complexo dos Cruzados.
Somente em 1862 os franciscanos iniciaram a reconstrução do nível inferior da igreja. 

### Período do mandato britânico
Em 1937 os franciscanos escavaram o terreno. O projeto e a construção do nível superior da estrutura começaram em 1938 e foram concluídos pelo arquiteto italiano Antonio Barluzzi em 1955.

### Pátio, exterior e anexos
O pátio contém uma estátua de Maria e Isabel, e na parede oposta à entrada da igreja inferior estão quarenta e duas placas de cerâmica contendo os versos do Magnificat em vários idiomas diferentes. Na fachada da igreja superior encontra-se um impressionante mosaico que comemora a Visitação. Ao lado da igreja propriamente dita, um salão dos cruzados do século XII sobreviveu em boas condições.

### Igreja inferior
A igreja inferior contém uma cripta estreita com abóbada de berço medieval que termina com um poço de onde, segundo a tradição, Isabel e seu filho beberam. O poço está conectado a um tubo de transbordamento romano ou bizantino que corre sob o piso medieval.  Também preservados são os restos da igreja antiga e belos pisos de mosaico.  
O interior da igreja inferior contém afrescos italianos representando Zacarias no altar do Senhor, a Visitação e Isabel escondendo seu filho durante o Massacre dos Inocentes.

### Igreja superior
As paredes da igreja superior são decoradas com afrescos. Aqueles na parede sul estão representando cinco episódios, da esquerda (leste) para a direita (oeste):
- o Concílio de Éfeso (431), que definiu Maria como Theotokos ou Mãe de Deus;
- Maria protegendo os cristãos com seu manto, de acordo com o mais antigo hino existente à Santíssima Virgem Maria como Theotokos, o Sub tuum praesidium;
- as Bodas de Caná;
- a Batalha de Lepanto (1571), na qual uma frota católica unida derrotou uma frota otomana, vitória atribuída à ajuda da Virgem Maria sob o título de Maria Auxiliadora e celebrada pela Igreja Católica com a festa de Nossa Senhora do Rosário;
- Duns Scotus, apoiado pelos franciscanos, defendendo sua tese sobre a Imaculada Conceição na Sorbonne em Paris contra os dominicanos dissidentes.[5][6]

Atrás do altar, um afresco mostra Maria se aproximando pela Judéia, com o custódio franciscano apresentando-lhe o modelo da igreja e do patriarca católico de Jerusalém da época presente.
Versos do Magnificat são pintados nas colunas da igreja. Nos cantos estão as quatro virtudes cardeais, e ao redor das janelas do lado esquerdo da igreja estão escritores cristãos (Padres e Doutores da Igreja) que escreveram sobre a Virgem Maria. O teto é pintado no estilo toscano do século XIV.

## Galeria

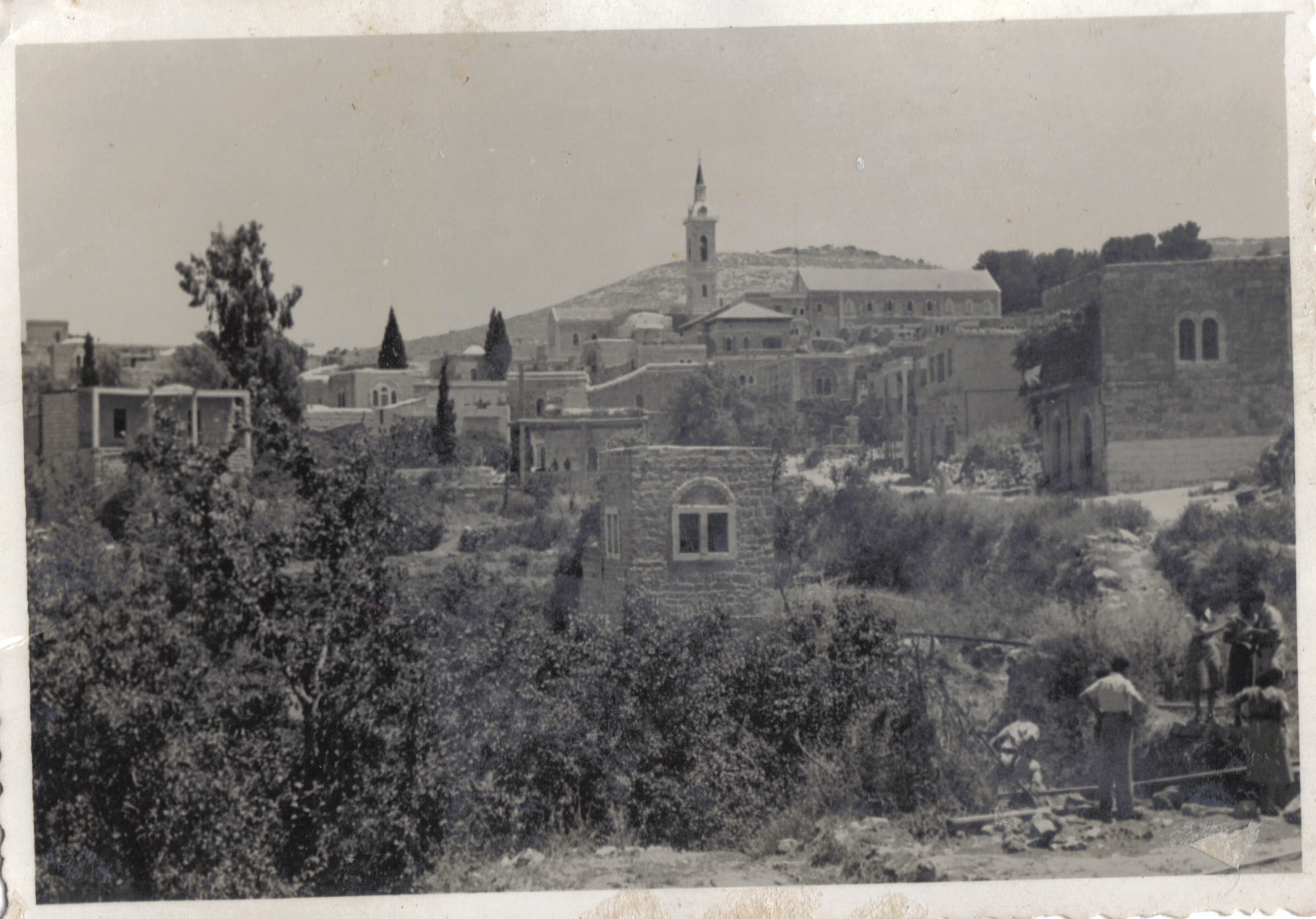
Ein Kerem com a Igreja da Visitação no alto do morro, 1949
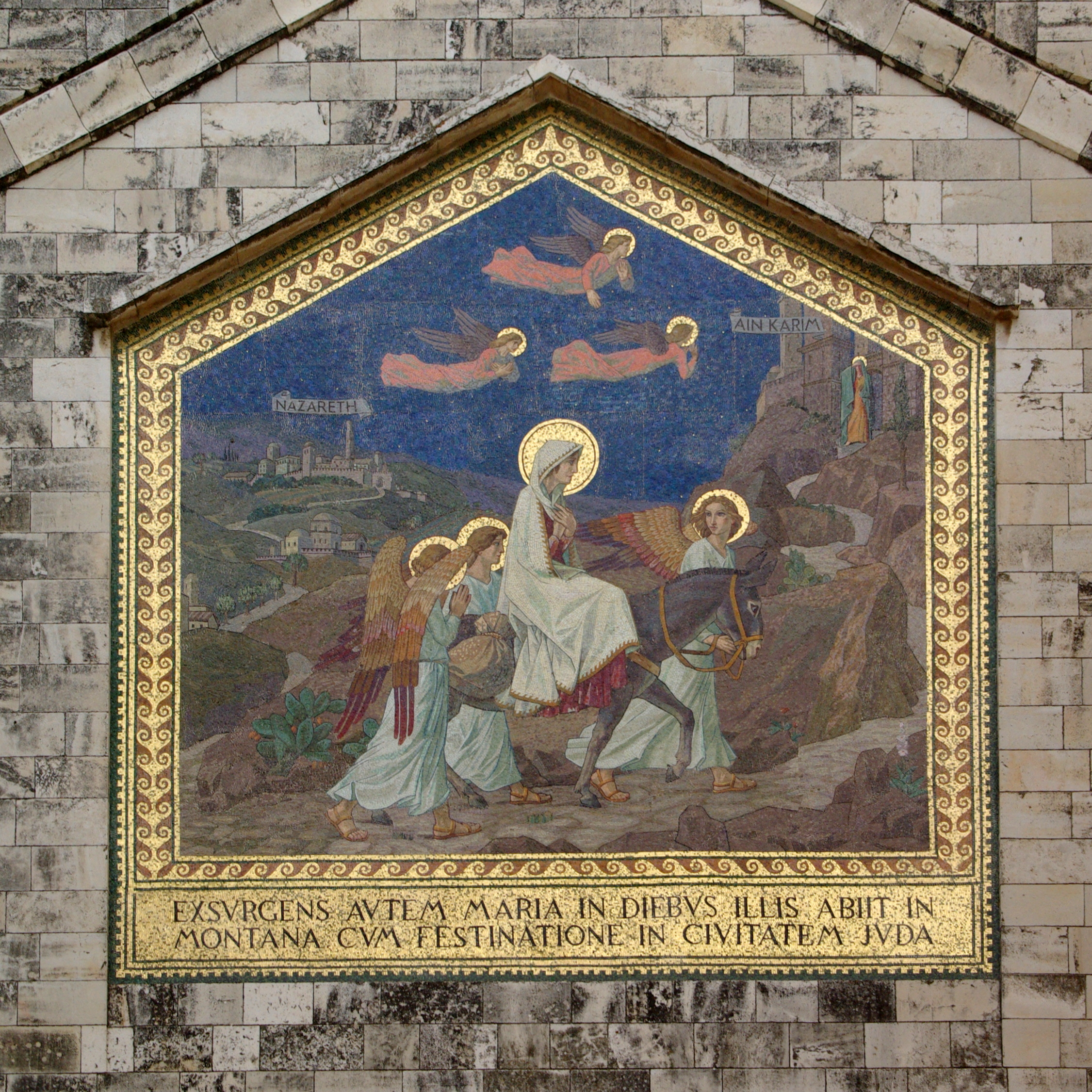
Mosaico na fachada oeste
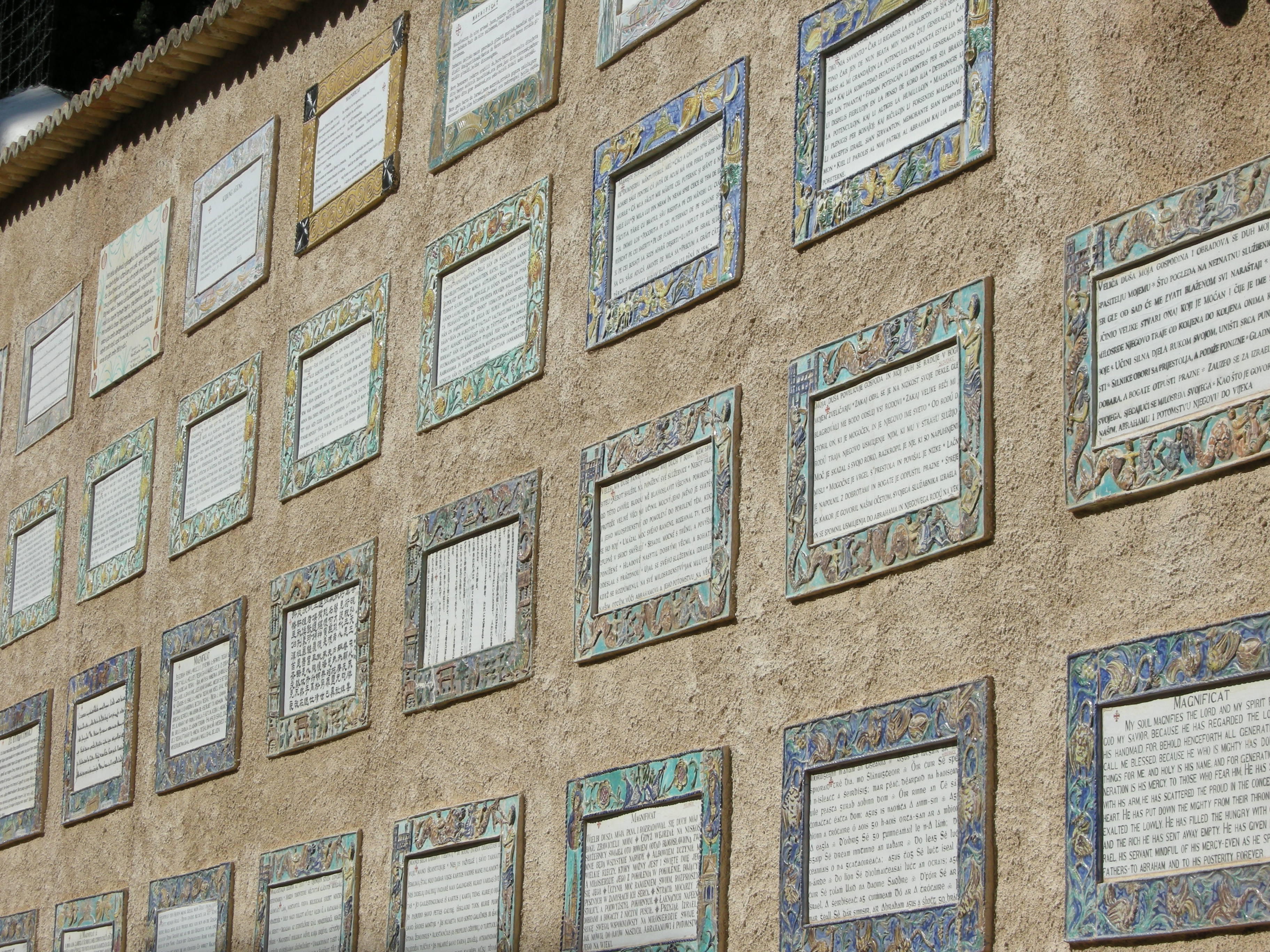
Pátio, várias traduções do "Magnificat"
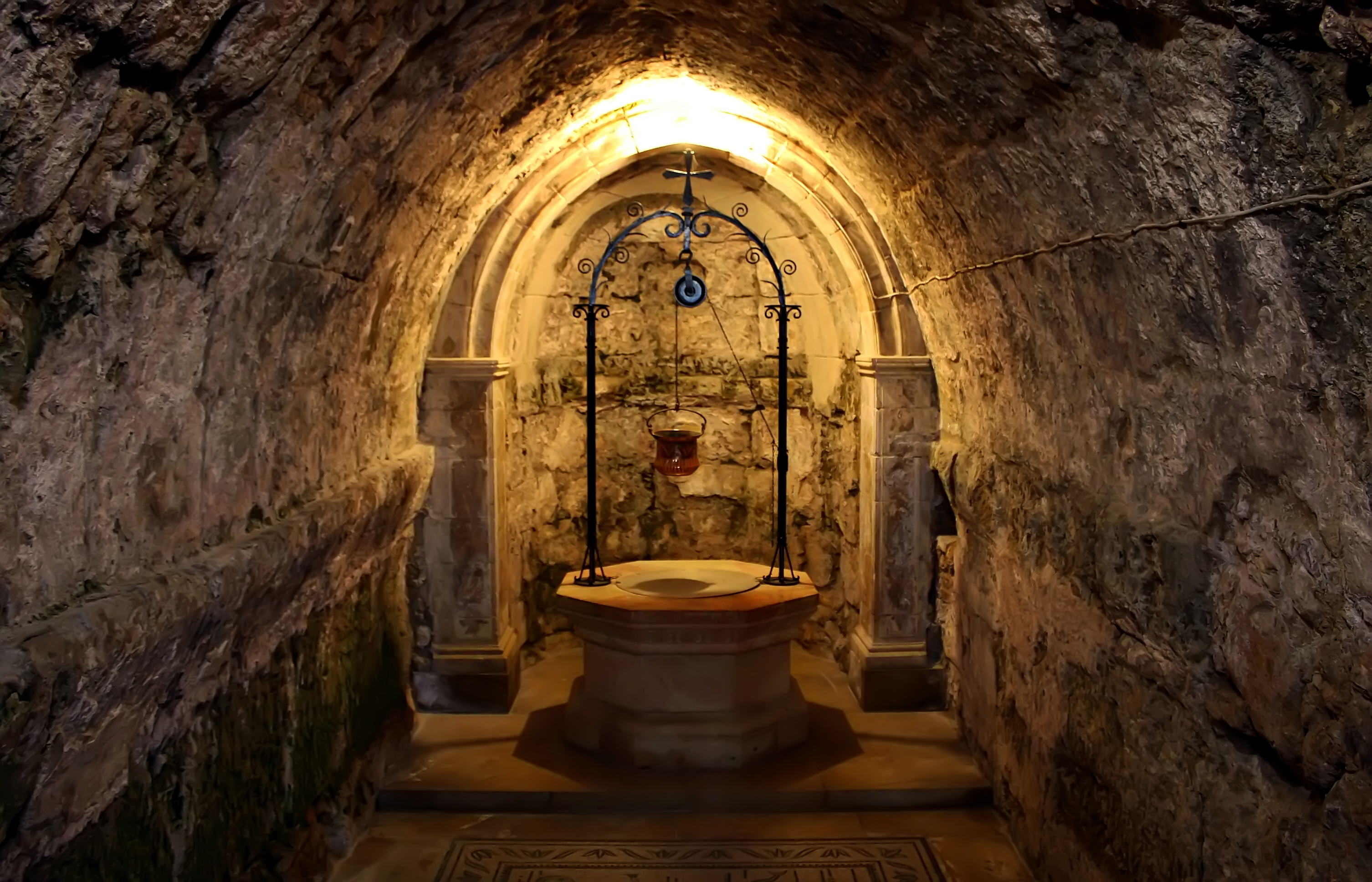
Igreja inferior, gruta e poço
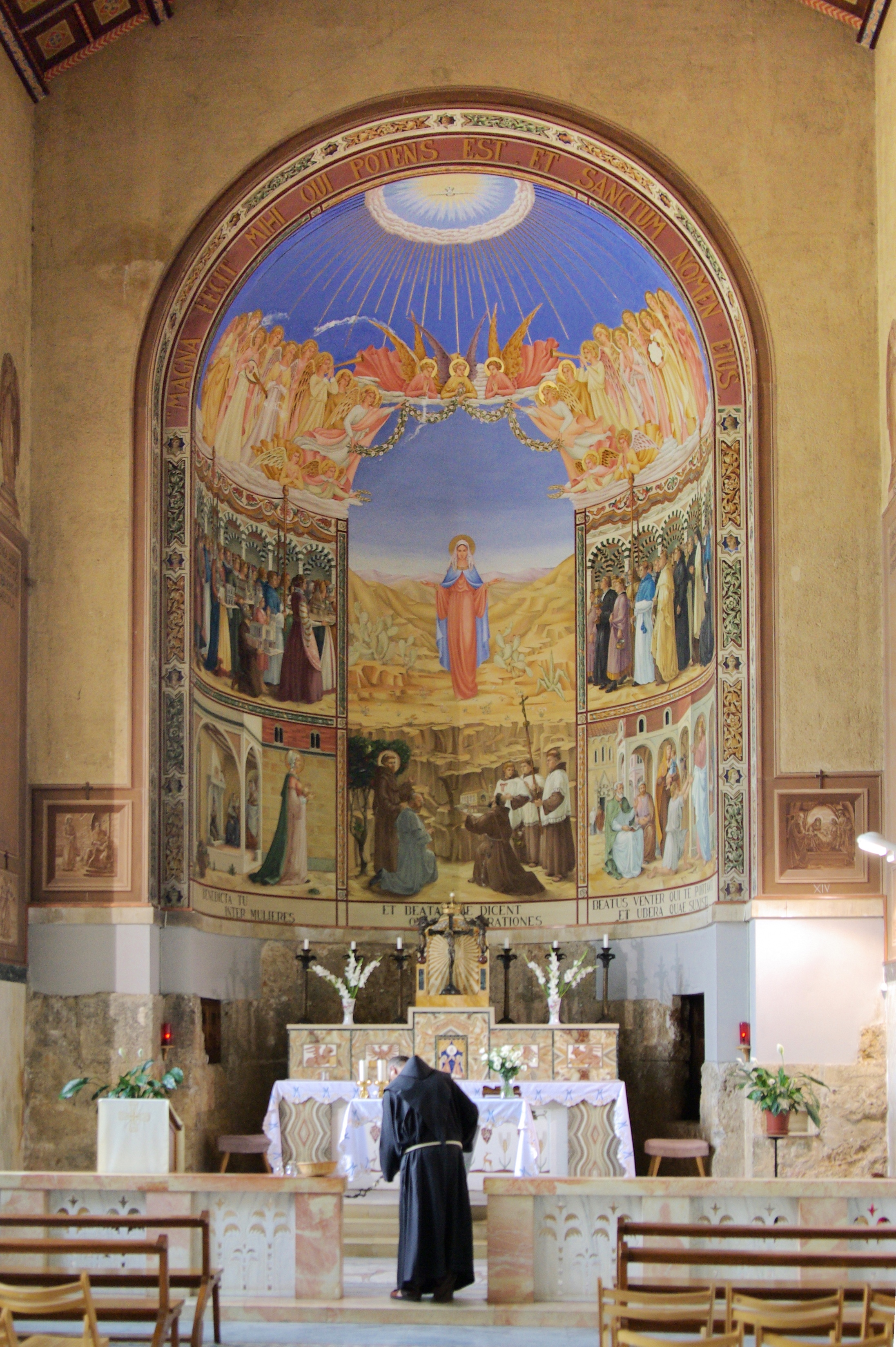
Igreja superior, o altar
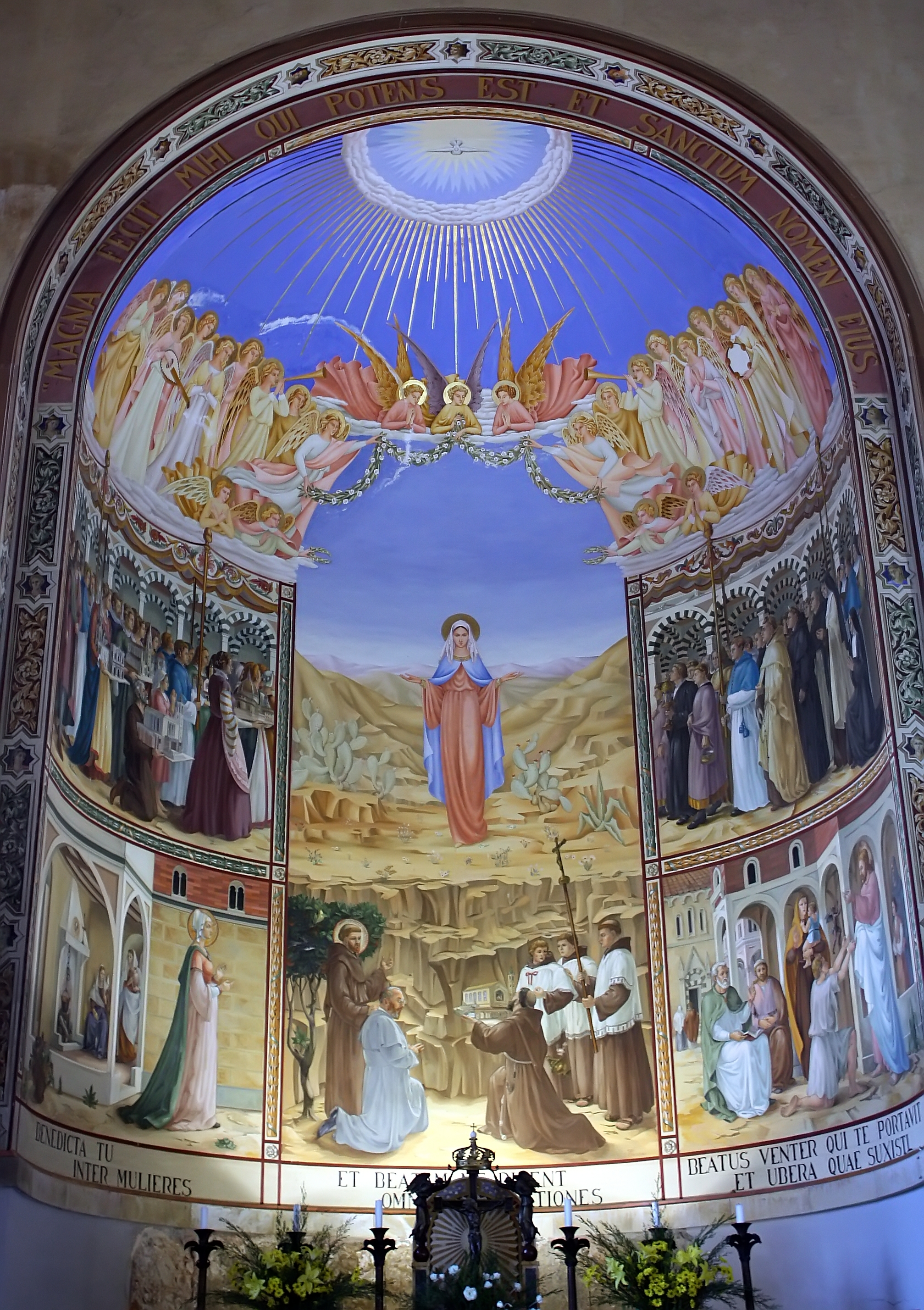
Igreja superior, arte acima do altar